# Wouter Polspoel

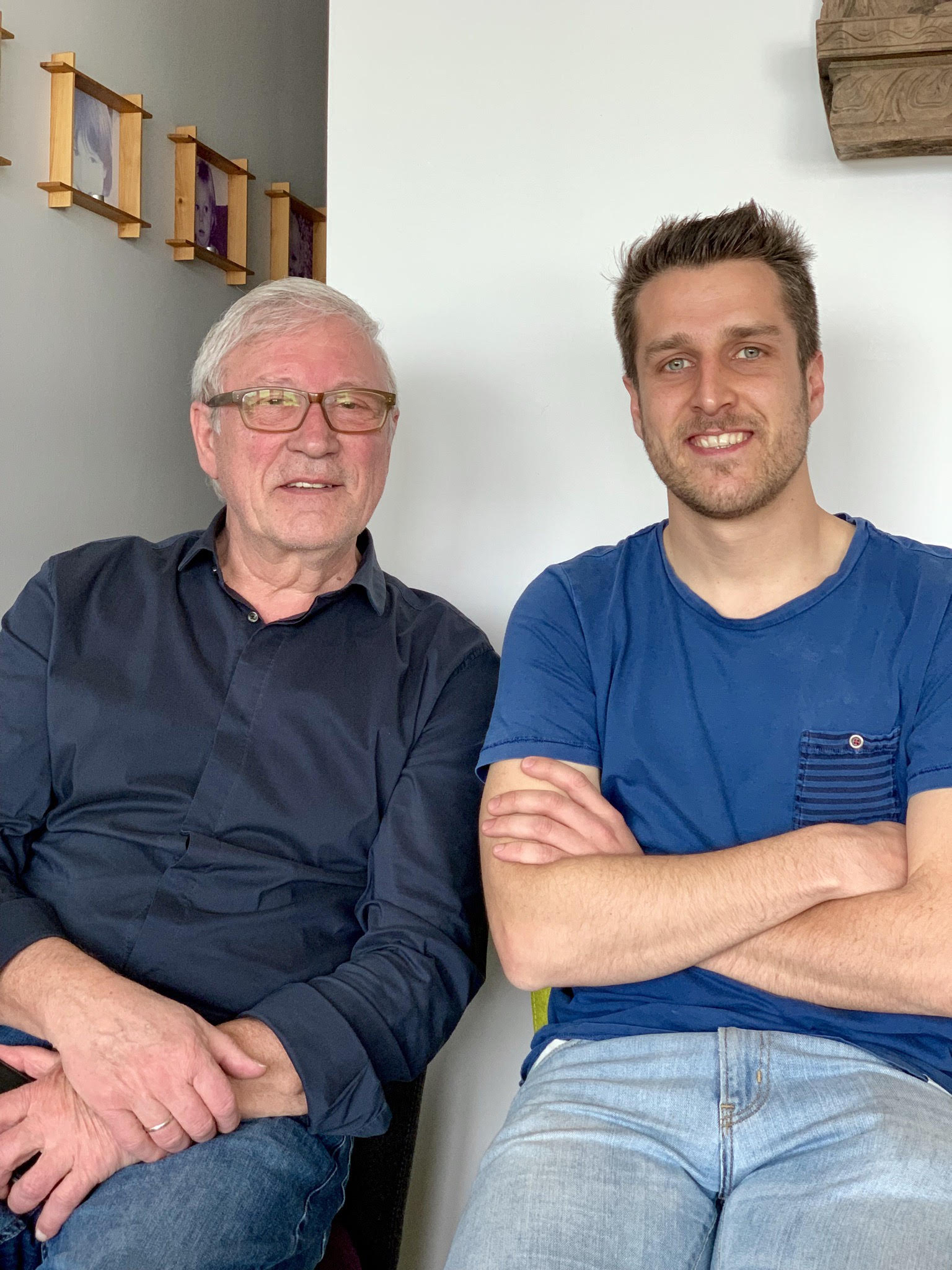
Wouter Polspoel (r.) en Herman van Campenhout

Wouter Polspoel (Vilvoorde, 27 januari 1988) is een Vlaams auteur van jeugdliteratuur.

## Levensloop
Polspoel studeerde communicatiewetenschappen aan de Katholieke Universiteit Leuven. Het onderwerp van zijn masterproef luidde 'Een analyse van de filmische representatie van het Nürnbergtribunaal'. Na zijn studies ging hij aan de slag als eindredacteur bij Het Laatste Nieuws. Die baan ruilde hij in voor een job als leerkracht. Daarna werd hij fulltime redacteur. In 2018 ontmoette hij jeugdauteur Herman Van Campenhout. Kort daarna besloten ze samen een boek te schrijven over het Twintigste treinkonvooi, een treintransport van Joden naar het concentratiekamp in Auschwitz tijdens de Tweede Wereldoorlog. In 2019 kwam het boek uit. Het kreeg de titel Youra en het XXste konvooi.
In 2020 leidde de samenwerking van beide schrijvers tot een tweede boek: De mollen van Petit Bois. Dit beschrijft het relaas van de Britse 250ste tunnelling company tijdens de Eerste Wereldoorlog.
Een jaar later kwam met Muurziek het derde boek van het schrijversduo uit. Het boek vertelt een fictief verhaal dat zich afspeelt in voormalig Oost-Berlijn.
Met Enkeltje Mars kwam in 2022 het vierde young adultboek van Polspoel en Van Campenhout uit. Daarin wil het hoofdpersonage verhuizen naar Mars.  